# Cardistry
Cardistry é o nome dado a arte da performance de floreio de cartas e sua manipulação habilidosa. O termo é uma junção de "carta" e "arte". Seu objetivo é ser visualmente impressionante e parecer muito difícil de executar.

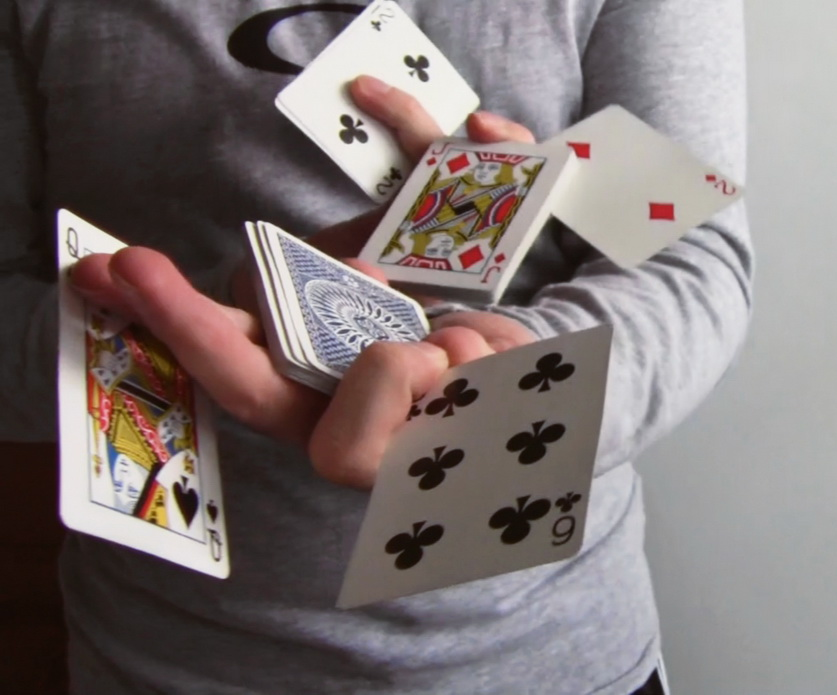
Exemplo de um Floreio de Cartas.

## Diferentes Performances
- Embaralhamentos/Shuffles: Performance de misturar/embaralhar as cartas em uma ordem aleatória. Sua performance mais conhecida e usada é o Riffle Shuffle.
- Anacondas/Snakes: Lançar diversas cartas no ar de uma mão para a outra. É considerada fácil de se executar e muito bonita aos olhos de quem vê.
- Corte/Cut: Cortar o baralho (pode ser ao meio, ou não) 1 ou mais vezes, pode ser feito com 1 ou 2 mãos.
- Fan: Arte de separar as cartas em sua mão, geralmente formando um arco.